# Kanárská spojka
Kanárská spojka je český komediální film z roku 1993 režiséra Iva Trajkova.

## Děj
Známý hudební manažer Don Giovanni vyjíždí se svým týmem na Kanárské ostrovy, kde hodlají natočit videoklip pro zpěváka Michala Penka. Během natáčení se zapletou mezi mafie snažící se zjistit recept likéru Becherovka.  

## Obsazení
- Karel Roden jako Don Giovanni
- Michal Penk jako sám sebe
- Marián Labuda jako zástupce šéfa
- Július Satinský jako šéf slovenské mafie
- Milan Lasica jako muž z Chicaga
- Petr Drozda jako ochranka
- Jiří Krytinář jako ochranka
- Ivana Chýlková jako Dona Carmen
- Miloš Kopecký jako Don Padre
- Martin Huba jako Don Juan
- Lucie Zedníčková jako Dona Lucie
- Miroslav Táborský jako Don Omar
- Petronela Kolevská jako Teresa
- Josef Vinklář jako Aron
- Jan Saudek jako fotograf
- Robert Kodym jako sám sebe

## Kritika
Film obdržel v roce 1993 cenu Plyšový lev během udílení cen Český lev. Snímek byl od českých recenzentů hodnocen silně podprůměrně.